# Diphyus semissis
Diphyus semissis är en stekelart som först beskrevs av Cresson 1877.  Diphyus semissis ingår i släktet Diphyus och familjen brokparasitsteklar. Inga underarter finns listade i Catalogue of Life.